# 立山隧道無軌電車
立山隧道無軌電車（日语：／ Tateyama Kurobe Kankō Mukijō Denshasen */?）曾是日本立山黑部阿爾卑斯山脈路線内全日本海拔最高的一條無軌電車路線，由立山黑部貫光公司負責營運，無軌電車經立山隧道往返大觀峰站與室堂站。雖然無軌電車外表如一般巴士無異，但根据日本法律，無軌電車屬於鐵路的一種，受《鐵道事業法》規管，其正式名稱為「立山黑部貫光無軌道電車線」。
由於同系列路線的關電隧道無軌電車於2018年營業期結束後停駛轉投入充電式巴士，立山隧道無軌電車成為目前日本僅存的無軌電車路線，但由於難以將零件送達，立山隧道無軌電車於2024年12月1日以後廢除，預定在翌年的2025年4月轉運為電動巴士。

## 概要
立山隧道無軌電車最初在1954年4月開業時是以旅遊巴營運，整條路線幾乎位於在立山隧道內。但至1970年代中期，大巴的數量隨著遊客數量增長不斷增加，考慮到汽車廢氣對高原環境的影響，立山黑部貫光決定將該線改以無軌電車運行。轉換工程於1993年6月1日開始施工，無軌電車於1996年4月23日正式營運，並成為全日本最高海拔的鐵路線，該線的室堂站（2,450（8,040英尺））相較JR集團全路線車站中最高的野邊山站（1,345（4,413英尺））還要高出1,000（3,300英尺）以上。
圖片庫

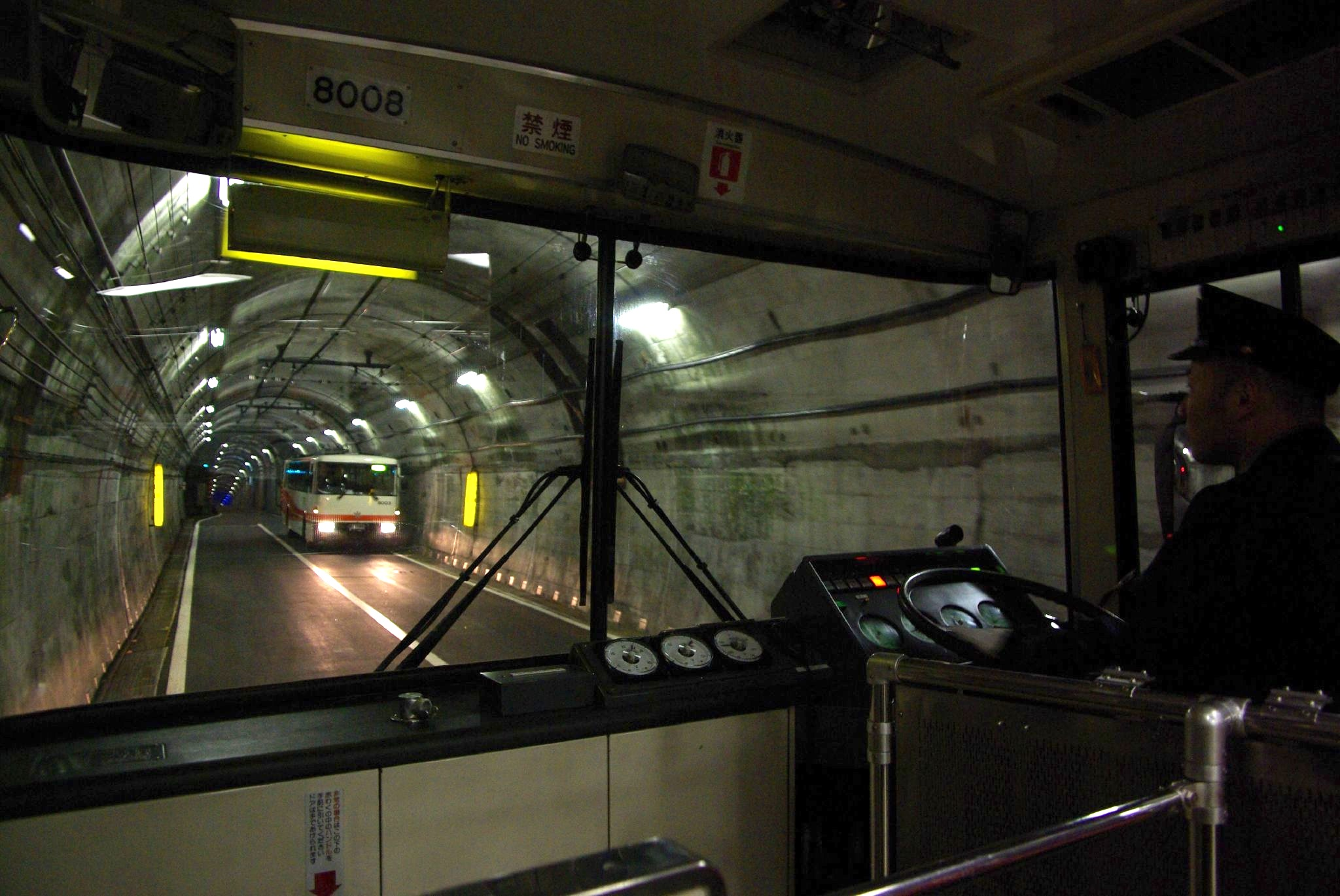
立山隧道內交會的無軌道電車
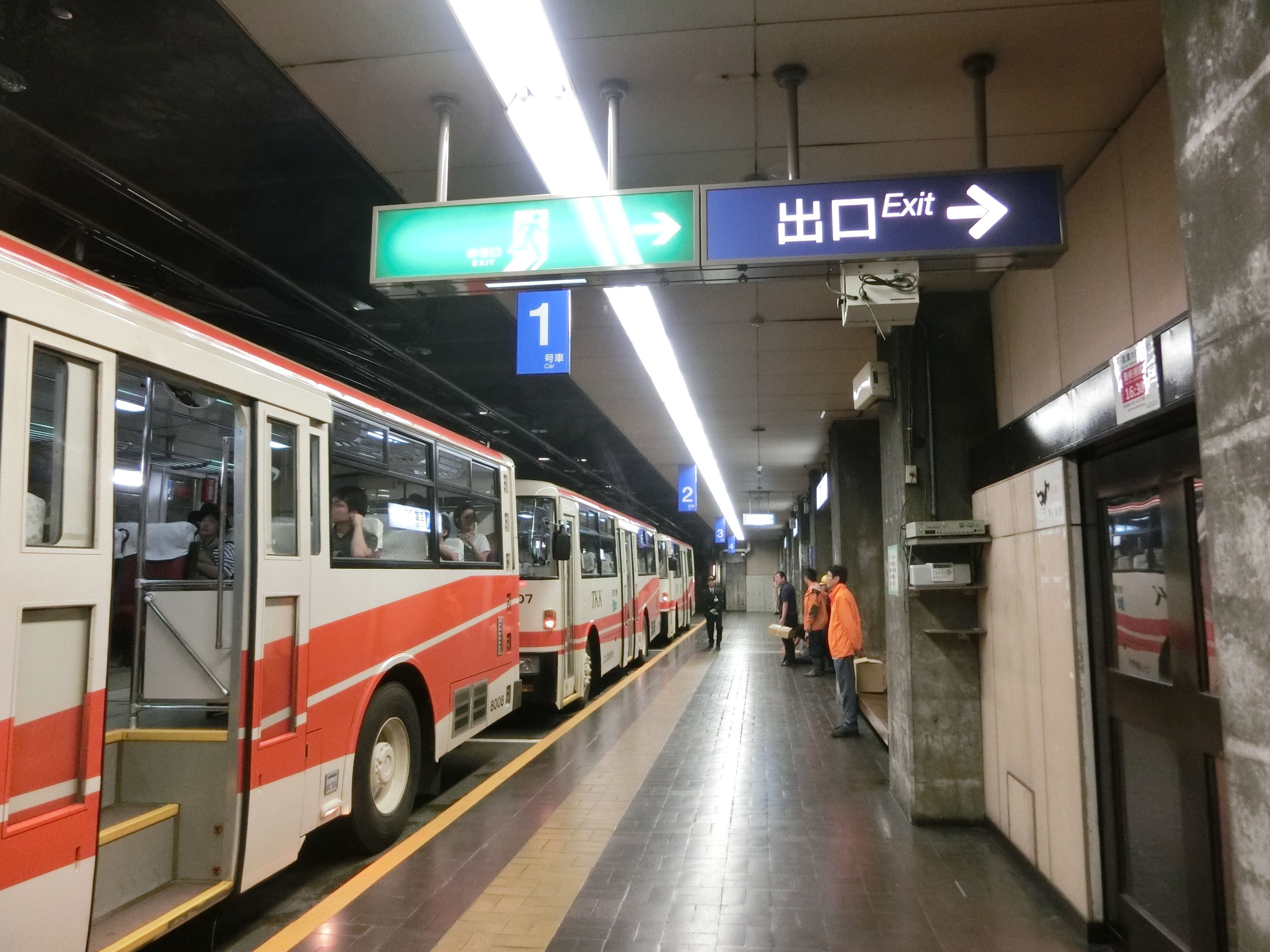
抵達立堂站的8000形無軌道電車
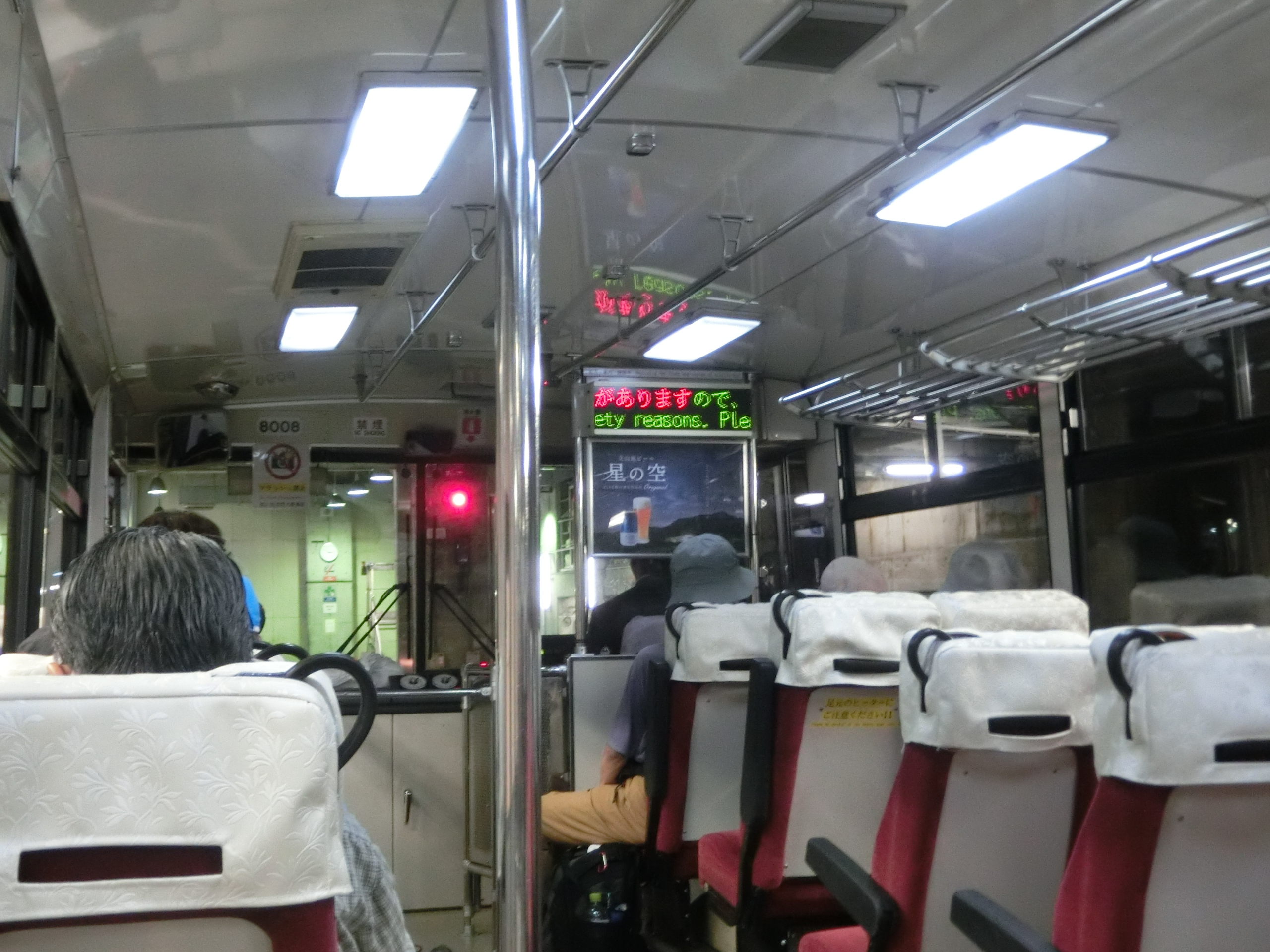
8000形無軌道電車車廂內部

## 路線資料

### 運行形態
無軌電車全線位處富山縣中新川郡立山町的立山隧道內，路線全長3.7公里，全程需時約10分。每年冬季（12月1日 - 翌年4月中旬）封山期間暫停營運。

### 車站一覧
雷殿站因登山連接道路中斷於2013年起廢止使用。
| 站名          | 海拔（米） | 營業距離 | 接續路線及注釋           | 備考   |
| ------------- | ---------- | -------- | ------------------------ | ------ |
| 大觀峰站 （大観峰駅） | 2,316      | 0.0      | 立山架空索道（往黑部平） | [ 12 ] |
| 雷殿站 （雷殿駅）   | -          | 0.6      | （2013年起廢站）         |        |
| 室堂站 （室堂駅）   | 2,450      | 3.7      | 立山高原巴士（往彌陀原） | [ 12 ] |

## 關連條目
- 關電隧道無軌電車 - 同一觀光路線內的無軌電車
- 立山黑部阿爾卑斯山脈路線
- 日本鐵路線列表

## 外部連結
- 阿爾卑斯路線內的交通：各交通機關的說明 （页面存档备份，存于） （繁體中文）
- 立山隧道無軌電車 （页面存档备份，存于） - 立山黑部阿爾卑斯路線 （日語）